# John Bird
John Bird (1709-1776) fue un fabricante de instrumentos astronómicos y astrónomo inglés.
Siguiendo la tradición de fabricar finos objetos astronómicos (como por ejemplo cuadrantes murales de gran longitud focal), John Bird montó el segundo observatorio astronómico más importante de Inglaterra, el observatorio Radcliffe de Thomas Hornsby, en la ciudad de Oxford. Con uno de estos instrumentos, por otro lado excelente para el estudio de objetos brillantes, el propio Hornsby sería incapaz de encontrar el planeta Urano en 1781.
Ideó y puso en práctica un sistema para dividir la escala de los instrumentos ópticos de modo fino y exacto, lo que influyó en su fama como constructor: hacia el año 1760 había construido grandes instrumentos para los observatorios de París, Greenwich, San Petersburgo, Cádiz y Gotinga. El astrónomo francés Joseph Lalande, en su observatorio de la École Militaire, en París, disponía de un cuadrante de Bird mucho más preciso que el del propio Observatorio de París.
Uno de sus instrumentos más precisos del año 1750, un cuadrante mural de 8 pies de longitud capaz de determinar posiciones con 1", fue utilizado por el astrónomo James Bradley en sus estudios estelares. De Bird también era el instrumento utilizado por Tobías Mayer, astrónomo de Gotinga, para elaborar sus precisas tablas lunares.
Pero el mayor éxito de su carrera, sin lugar a dudas, fue la publicación de las numerosas mediciones efectuadas por George Dixon y Charles Manson, que finalizaron exitosamente con la medición del tránsito de Venus sobre el disco del Sol en 1761 que efectuaron desde el Cabo de Buena Esperanza: en todas ellas habían utilizado precisos instrumentos elaborados por Bird. Dos años más tarde volverían a repetir éxito al determinar la longitud de un grado de latitud terrestre en la línea Mason-Dixon, en la frontera entre Pensilvania y Maryland, Estados Unidos.